# Теллер, Джадд
Джадд Л. Теллер (англ. Judd L. Teller, он же Йехуда-Лейб, май 1912 или 1912 — 3 мая 1972) — американский писатель, социальный историк, лектор, поэт, занимавший множество профессиональных должностей в еврейской общинной жизни.. 
Теллер родился в Тарнополе (тогда принадлежавшем Австрии), пережил страдания и голод во время Первой мировой войны. Его мать и бабушка, а также молодой Джадд и его брат управляли магазином в своём доме, который находился за пределами еврейского квартала города. Они пекли и снабжали хлебом, припарками и другими товарами местных «крестьян» (неевреев). Среди их клиентов и соседей были почтмейстер с женой и ксендз, причём последние двое приложили некоторые усилия, чтобы защитить семью от частых попыток вывоза, порабощения и изнасилования евреев, совершавшихся другими соседями, солдатами в мародёрствующих армиях во время наступлений и отступлений, а также националистическими фанатиками польского движения за независимость. Однако их иногда добрососедские защитники не смогли предотвратить разграбление их запасов и не защитили еврейский квартал города от поджогов и других масштабных нападений. В 1921 году его привёз в Соединённые Штаты отец, переехавший туда ещё до войны. 
Он учился в Городском колледже Нью-Йорка, а также получил степень магистра и доктора философии в Колумбийском университете по психологии. Позже он путешествовал по командировкам в Европу, Азию и Африку.
Теллер работал редактором Independent Jewish Press Service, штатным автором и корреспондентом Jewish Morning Journal и писал для журналов Commentary, Midstream, Middle East Journal, New York Herald Tribune Syndicate, The Christian Science Monitor, The New Republic, Congress Weekly, The Nation и Jewish Social Studies. 
Теллер был директором Института планирования политики и исследований Совета синагог Америки. 
Теллер является автором книг, последняя из которых, опубликованная в 1968 году, называется «Чужие и местные: эволюция американского еврейства с 1921 года по настоящее время». Это был выбор престижного в то время книжного клуба «Commentary», предназначенного для читателей ежемесячного журнала «Commentary» — издания, выражающего еврейское общественное мнение. Он лично участвовал в событиях, которые описывает. Среди других его книг: «Козёл отпущения революции» (1954); «Кремль, евреи и Ближний Восток» (1957); «Евреи: биография народа» (1966) и «Народ идиша» (1971).
Теллер с юных лет писал стихи на идиш.